# Solin (archeologická lokalita)
Archeologická lokalita Salona/Solin se rozkládá na území chorvatského města Solin.

## Popis

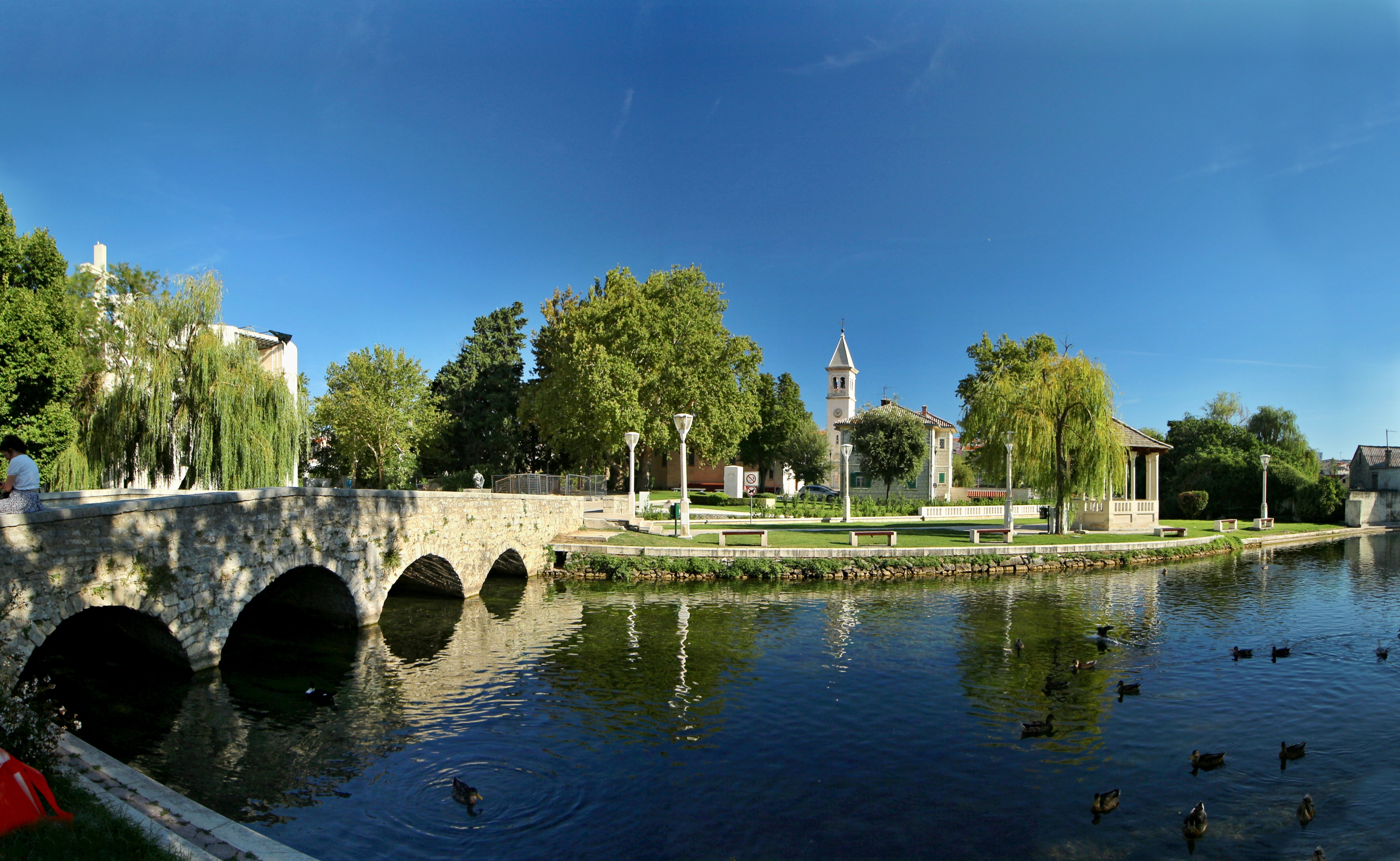
Říčka Jadro protékající městem Solin, v místě zvaném Gospin Otok, asi půl kilometru před ústím do Jaderského moře.

Zóna zahrnuje oblast výzkumu starověkých a středověkých staveb od 3. století př. Kr. antického města Salona při ústí řeky Jadro (Solina). 
Starověká Salona záhy stala baštou ilyrského kmene Delmatů. Ve 3. století př. Kr. se Salona stala obchodním centrem isejských Řeků a později pod římskou nadvládou se brzy stala hlavním městem římské provincie Dalmácie - Colonia Martia Iulia. 
Nejstarší částí města je Urbs Vetus (lázně, fórum, hlavní město, kurie a divadlo s chrámem a náměstím). Město se rozšiřuje západním směrem (Urbs Occidentalis s amfiteátrem z 2. století) a východní Urbs Orientalis s biskupským centrem. 
Nejvýznamnějším nalezištěm z raně křesťanského období Salony s hrobem sv. Domnia/Dujma je Manastirine. 
Ze středověkých lokalit v archeologické zóně Solina jsou nejvýznamnější Gospin Otok a pevnost Gradina.

## Ochrana
Pod označením Z-3936 je evidován jako nemovitý kulturní majetek - kulturně-historický subjekt s právním statutem chráněného kulturního statku, klasifikovaného jako "archeologické dědictví".